# Unalaska (Alaska)
|  | Aquest article tracta sobre la ciutat d'Alaska. Si cerqueu l'illa d'Alaska, vegeu «Unalaska». |

Unalaska (en aleutià: Iluulux̂) és una ciutat a l'àrea censal Aleutians West del borough no organitzat de l'estat estatunidenc d'Alaska. Unalaska és ubicat a les illes d'Unalaska i Amaknak de les illes Aleutianes del sud-oest d'Alaska.
La població era de 4.376 habitants segons el cens del 2010, el qual representa un augment del 2,2% respecte dels 4.283 habitants registrats en el cens del 2000. La majoria de les facilitats del port es troben en l'illa d'Amaknak, també coneguda com a Dutch Harbor. És el port més gran dels Estats Units per volum pescat. Inclou la Dutch Harbor Naval Operating Base and Fort Mears, una Marca Històrica Nacional.
Dutch Harbor es troba dins dels termes municipals d'Unalaska i és connectat a la resta d'Unalaska per un pont. L'illa d'Amaknak té quasi el 59% de la població de la ciutat, tot i que té menys del 3% de l'àrea total.
Els aleutians o unangan han viscut a l'illa d'Unalaska per milers d'anys. El comerç de pells rus va arribar a Unalaska quan Stepan Glotov i el seu equip van arribar l'1 d'agost del 1759. Els unangan, els quals eren els primers habitants de l'illa d'Unalaska, la van anomenar «Ounalashka» significant «prop de la península». La corporació nativa regional va adoptar aquest sobrenom, i és conegut com a la Corporació d'Ounalashka. Dutch Harbor —de l'anglès, significant «port neerlandès»— va ser anomenat així pels russos perquè es creu que el primer vaixell europeu a entrar en el port va ser un vaixell neerlandès.

## Geografia
Segons l'Oficina del Cens dels Estats Units, la ciutat té una àrea total de 549,9 quilòmetres quadrats, dels quals 287,5 quilòmetres quadrats eren terra i 262,4 quilòmetres quadrats (47,71%) eren aigua.
El mont Makushin (de 1.735 metres d'altitud) és localitzat a l'illa d'Unalaska; no és gaire visible des de la ciutat d'Unalaska, tot i que el vapor creixent del seu cim és visible en un dia clar (rarament). Els habitants de la ciutat tan sols han d'escalar una de diverses valls de l'àrea, com el Pyramid Peak o Mount Newhall, per tenir una bona vista del volcà cobert de neu.

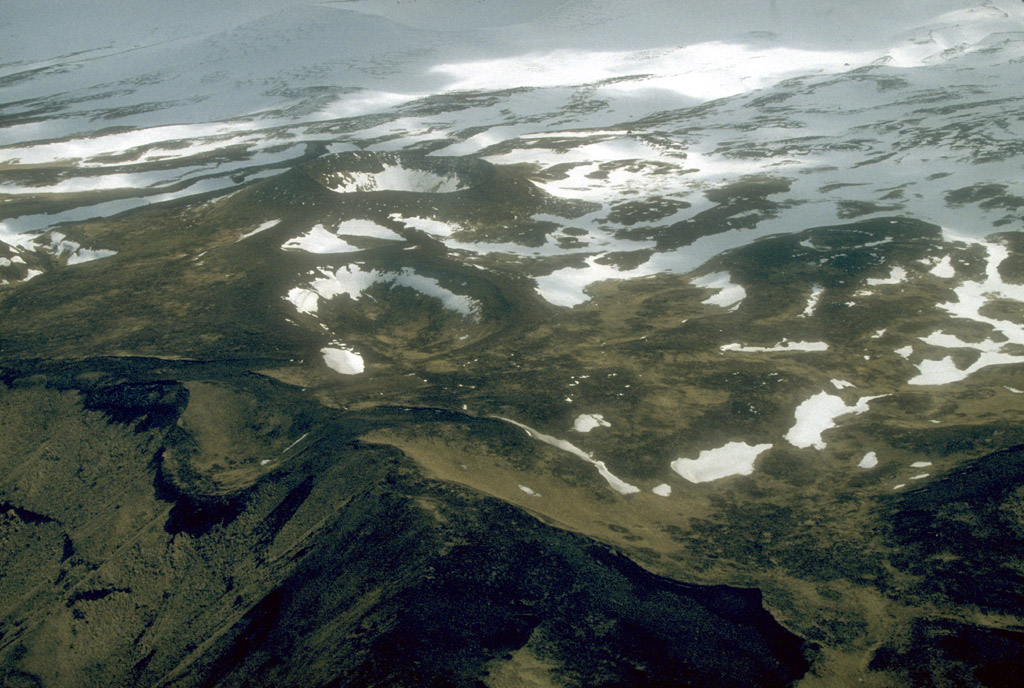
Vista aèria dels volcans de Point Kadin
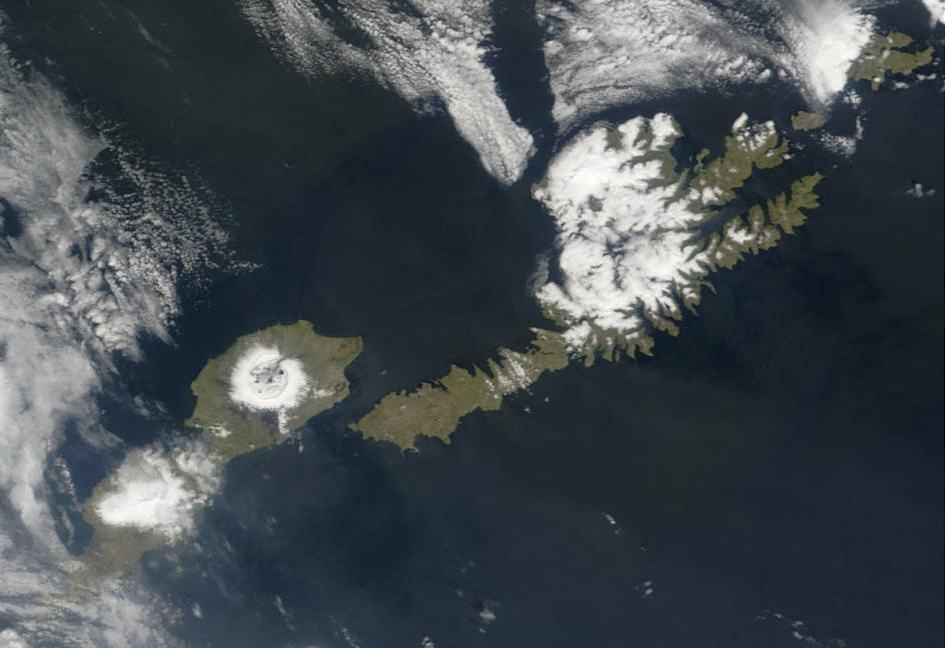
Fotografia de satèl·lit de les illes d'Umnak i Unalaska
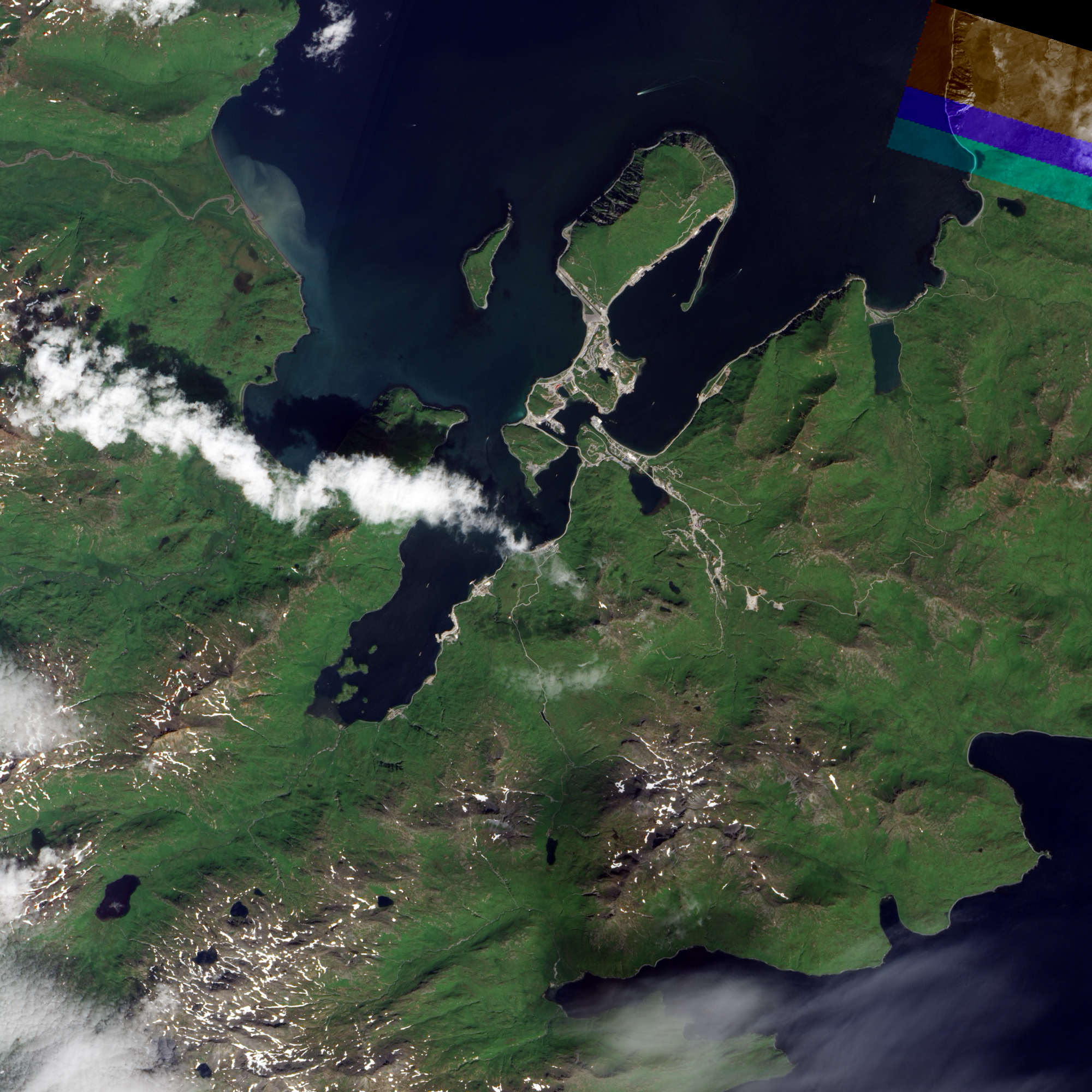
Fotografia de satèl·lit de Dutch Harbor

## Clima
Com a totes les illes Aleutianes, el clima d'Unalaska és un clima subpolar oceànic amb temperatures moderades i bastant uniformes i molt plujós. Boires són gairebé constants quan no plou. El temps estiuenc és gairebé 3 °C més fred que el temps del sud-est d'Alaska (Sitka), però les temperatures d'hivern són quasi les mateixes.
La temperatura mediana anual d'Unalaska és de 4,7 °C, essent de –0,3 °C el gener i d'11,1 °C l'agost. Amb 225 dies plujosos anualment, Unalaska és un dels llocs més plujosos dels Estats Units.
| Paràmetres climàtics mitjans de Unalaska (Alaska) | Paràmetres climàtics mitjans de Unalaska (Alaska) | Paràmetres climàtics mitjans de Unalaska (Alaska) | Paràmetres climàtics mitjans de Unalaska (Alaska) | Paràmetres climàtics mitjans de Unalaska (Alaska) | Paràmetres climàtics mitjans de Unalaska (Alaska) | Paràmetres climàtics mitjans de Unalaska (Alaska) | Paràmetres climàtics mitjans de Unalaska (Alaska) | Paràmetres climàtics mitjans de Unalaska (Alaska) | Paràmetres climàtics mitjans de Unalaska (Alaska) | Paràmetres climàtics mitjans de Unalaska (Alaska) | Paràmetres climàtics mitjans de Unalaska (Alaska) | Paràmetres climàtics mitjans de Unalaska (Alaska) | Paràmetres climàtics mitjans de Unalaska (Alaska) |
| Mes                                               | Gen.                                              | Feb.                                              | Mar.                                              | Abr.                                              | Mai.                                              | Jun.                                              | Jul.                                              | Ago.                                              | Set.                                              | Oct.                                              | Nov.                                              | Des.                                              | Anual                                             |
| ------------------------------------------------- | ------------------------------------------------- | ------------------------------------------------- | ------------------------------------------------- | ------------------------------------------------- | ------------------------------------------------- | ------------------------------------------------- | ------------------------------------------------- | ------------------------------------------------- | ------------------------------------------------- | ------------------------------------------------- | ------------------------------------------------- | ------------------------------------------------- | ------------------------------------------------- |
| Temperatura màxima registrada °C (°F)             | 14 (57,2)                                         | 12 (53,6)                                         | 16 (60,8)                                         | 14 (57,2)                                         | 16 (60,8)                                         | 23 (73,4)                                         | 24 (75,2)                                         | 27 (80,6)                                         | 23 (73,4)                                         | 18 (64,4)                                         | 14 (57,2)                                         | 15 (59)                                           | 27 (80,6)                                         |
| Temperatura mínima registrada °C (°F)             | −22 (−7,6)                                        | −18 (−0,4)                                        | −17 (1,4)                                         | −21 (−5,8)                                        | −9 (15,8)                                         | −1 (30,2)                                         | −6 (21,2)                                         | −1 (30,2)                                         | −7 (19,4)                                         | −17 (1,4)                                         | −13 (8,6)                                         | −15 (5)                                           | −22 (−7,6)                                        |
| Temperatura diària màxima °C (°F)                 | 2,7 (36,9)                                        | 2,9 (37,2)                                        | 3,7 (38,7)                                        | 4,9 (40,8)                                        | 7,8 (46)                                          | 10,9 (51,6)                                       | 13,8 (56,8)                                       | 14,9 (58,8)                                       | 12,2 (54)                                         | 8,5 (47,3)                                        | 5,9 (42,6)                                        | 3,9 (39)                                          | 7,7 (45,9)                                        |
| Temperatura diària mínima °C (°F)                 | −2,2 (28)                                         | −2,4 (27,7)                                       | −2,1 (28,2)                                       | −0,3 (31,5)                                       | 2,6 (36,7)                                        | 5,5 (41,9)                                        | 7,8 (46)                                          | 8,7 (47,7)                                        | 6,4 (43,5)                                        | 2,9 (37,2)                                        | 0,1 (32,2)                                        | 0,9 (33,6)                                        | 2,2 (36)                                          |
| Precipitació total mm (polzades)                  | 184,9 (7,3)                                       | 161,3 (6,4)                                       | 137,2 (5,4)                                       | 87,9 (3,5)                                        | 101,1 (4)                                         | 63,0 (2,5)                                        | 55,6 (2,2)                                        | 68,3 (2,7)                                        | 132,3 (5,2)                                       | 182,1 (7,2)                                       | 171,7 (6,8)                                       | 200,4 (7,9)                                       | 1.545,8 (60,9)                                    |
| Font: Western Regional Climate Centre             |                                                   |                                                   |                                                   |                                                   |                                                   |                                                   |                                                   |                                                   |                                                   |                                                   |                                                   |                                                   |                                                   |

## Demografia
Segons el cens del 2000, hi havia 4.283 persones, 834 llars i 476 famílies residint en la ciutat. La densitat de població era de 14,9 persones per quilòmetre quadrat. Hi havia 988 cases en una densitat de 3,4 per quilòmetre quadrat. La composició racial de la ciutat era d'un 44,20% blancs, un 3,67% negres o afroamericans, un 7,70% amerindis, un 30,63% asiàtics, un 0,56% illencs pacífics, un 9,32% d'altres races i un 3,92% de dos o més races. Hispans o llatinoamericans de qualsevol raça formaven un 12,86% de la població.
Hi havia 834 llars de les quals un 36,9% tenien menors d'edat vivint-hi, un 47,1% tenien parelles casades vivint juntes, un 4,8% tenien una dona com a cap de la llar sense cap marit present i un 42,9% no eren famílies. En un 32,0% de totes les llar només hi vivia una persona i un 1,6% tenien una persona vivint sola major de 64 anys. La mitjana de mida de la llar era de 2,51 persones i la de la família era de 3,27 persones.
La població per la ciutat s'estenia en un 14,6% menors de 18 anys, un 7,6% de 18 a 24 anys, un 50,9% de 25 a 44 anys, un 25,4% de 45 a 64 anys i un 1,6% majors de 64 anys. L'edat mediana era de 36 anys. Per cada 100 dones hi havia 194,8 homes. Per cada 100 dones majors de 17 anys, hi havia 218,7 homes.
L'ingrés econòmic anual de mediana per a cada llar en la ciutat era de 69.539 $ i l'ingrés econòmic anual de mediana per a cada família era de 80.829 $. Els homes tenien un ingrés econòmic anual de mediana de 41.352 $ mentre que les dones en tenien de 29.766 $. La renda per capita per la ciutat era de 24.676 $. Un 2,0% de les famílies i un 12,5% de la població vivia per sota del llindar de pobresa, incloent-n'hi dels quals un 2,8% menors de 18 anys i un 15,8% majors de 64 anys.

## Història

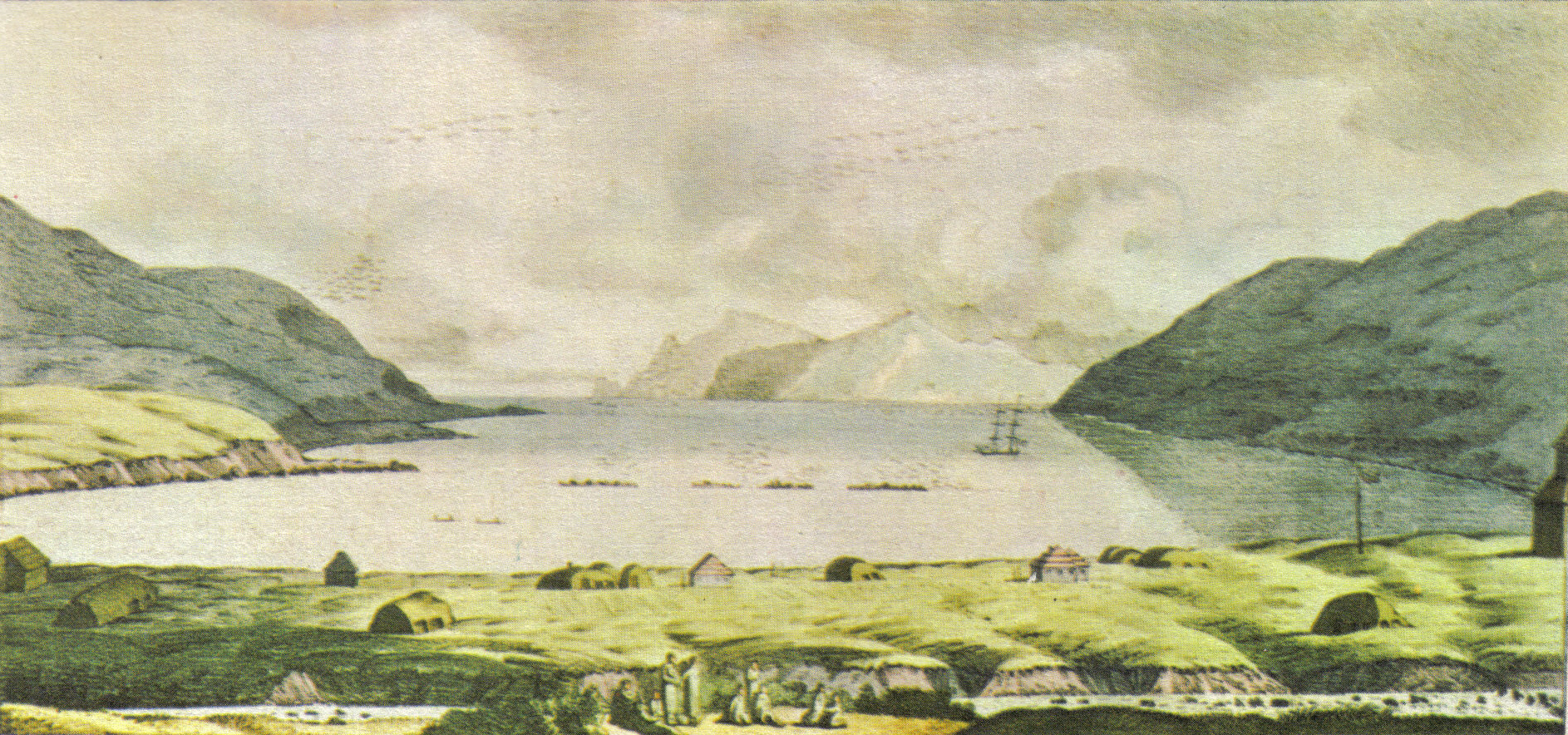
El port d'Unalaska el 1816

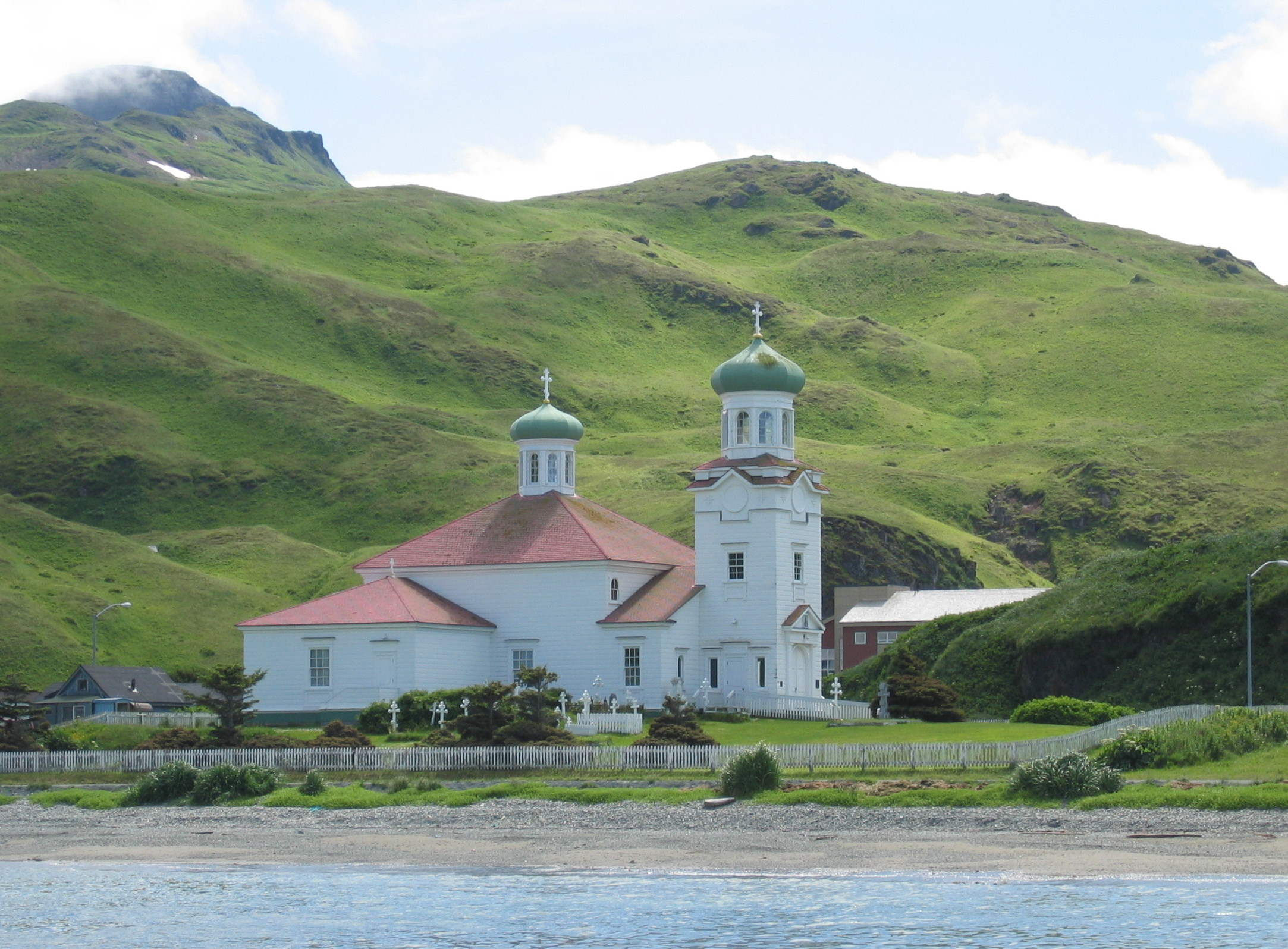
Església de la Santa Ascensió, església construïda el 1825, fent-la la primera església d'Alaska

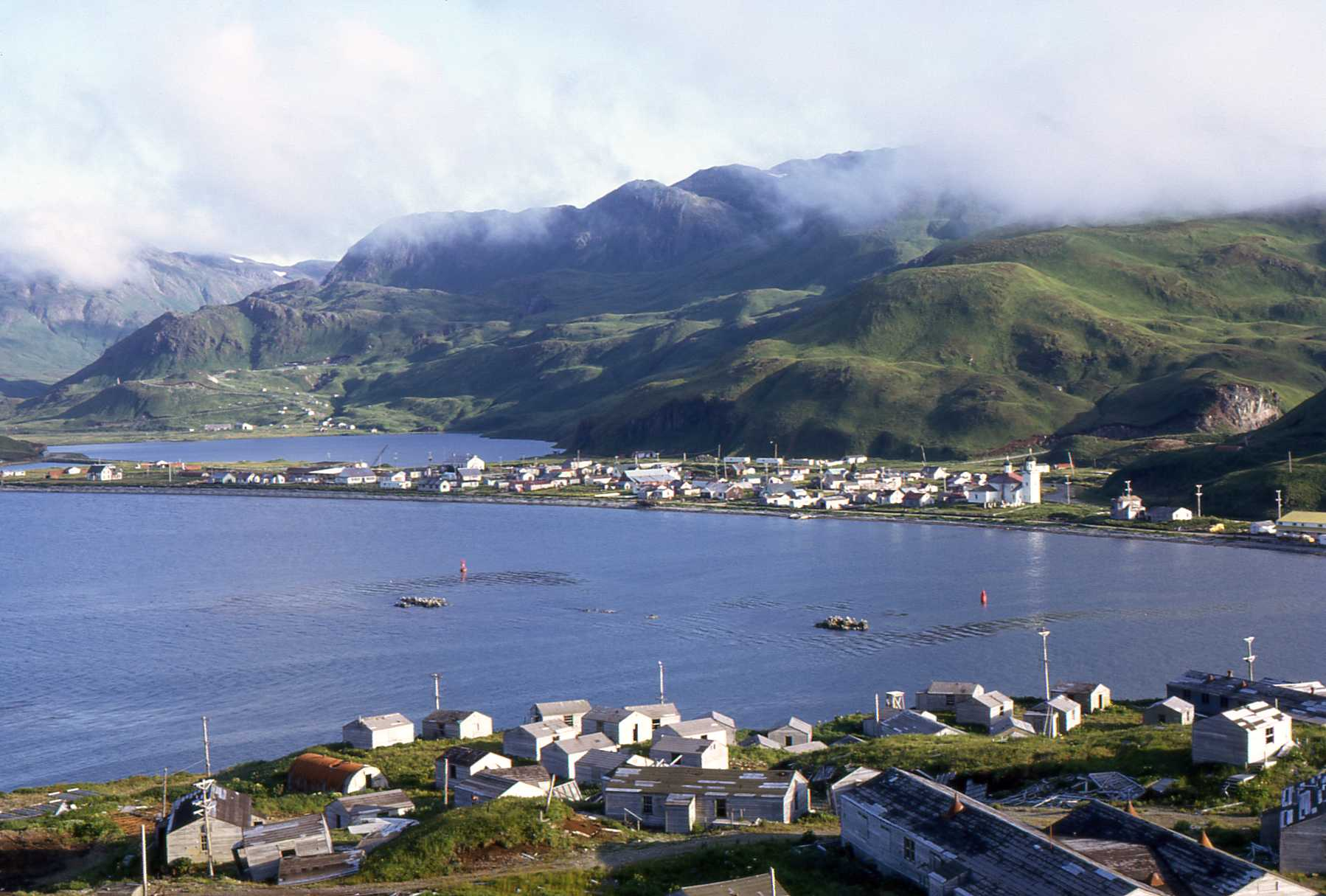
Vista de la ciutat el 1972

L'illa d'Unalaska primer va ser habitada pels aleutians, els quals la van anomenar «Ounalashka», significant «prop de la península». Van desenvolupar una societat complexa i intricada molt abans del primer contacte comerciants de pell russos qui documentarien la seva existència.
Les illes Unalaska i Amaknak contenien 24 assentaments amb més de 1.000 habitants aleutians el 1759, quan el primer grup sota les ordres de Stepan Glotov hi arribà i comercialitzà per tres anys a Umnak i Unalaska. Entre el 1763 i 1766, un conflicte entre els comerciants de pell russos i els natius d'Unalaska ocorregué; els aleutians van destruir quatre vaixells russos i van matar a 175 caçadors i comerciants. Solov'ev després retornà a Unalaska i va dirigir la massacre de multituds de natius. En la dècada del 1760, Unalaska era temporalment usat com a lloc comerciant de pell rus. Aquest lloc comerciant va ser establert permanentment el 1774, i eventualment s'incorporà a la Companyia Russo-Americana. Fou allí on el capità James Cook es trobà amb el navegador Gerasim Izmailov el 1778.
El 1788, els espanyols van contactar amb els russos a Alaska pel primer cop. En una expedició d'Esteban José Martínez i Gonzalo López de Haro, aquests visitaren diversos assentaments russos. La seva visita més occidental fou cap a Unalaska. El 5 d'agost del 1788 van reclamar Unalaska per a Espanya i la van anomenar Puerto de Doña Marie Luisa Teresa.
El 1825, l'església ortodoxa russa Església de la Santa Ascensió va ser construïda a Unalaska. El sacerdot fundador, Ivan Veniaminov, més tard canonitzat com a Sant Innocenci d'Alaska, va compondre el primer sistema d'escriptura aleutià amb assistència local, i va traduir escriptura a l'aleutià. Entre el 1836 i 1840, epidèmies de xarampió, varicel·la i tos ferina dràsticament reduïren la població; d'aquesta manera, a finals de la dècada, tan sols 200 a 400 aleutians vivien a Unalaska.
El 18 d'octubre del 1867, els Estats Units van comprar Alaska, fent Unalaska esdevindre territori estatunidenc.
El 1880 l'església metodista va obrir un col·legi i una clínica per a orfes d'Unalaska. Entre el 1899 i 1905, la febre de l'or de Klondike va portar molts vaixells a través de Dutch Harbor, on la Companyia Comercial d'Amèrica del Nord tenia una estació de carbó.
Durant la primera meitat del segle xx, l'illa va ser devastada per nombroses epidèmiques, primer el 1900, i després el 1919 la grip espanyola arribà a l'illa; aquestes epidèmiques feren decréixer la població d'Unalaska.
Els Estats Units van començar a fortificar Dutch Harbor el 1940, resultant en la construcció de la Dutch Harbor Naval Operating Base and Fort Mears. El 3 de juny del 1942, el poble va ser atacat per forces japoneses en la batalla de Dutch Harbor, que fou part de la campanya de les illes Aleutianes de la Segona Guerra Mundial. Després de l'atac i l'ocupació dels japonesos de l'illa d'Attu, quasi tota la població de l'illa quedà arrestada. Molts van ser mantinguts, en condicions pèssimes, en camps al sud-est d'Alaska durant tota la guerra; un nombre substancial d'interns van morir durant l'empresonament.
Començant en la dècada del 1950, Unalaska va esdevenir el centre de la indústria pesquera de crancs litòtids; el 1978 ja era el major port pesquer dels Estats Units. Va empobrir la indústria una caiguda en el nombre de cracs reals el 1982, i els mitjans dels anys 1980 van veure una transició a pesca de fons. Des del 2005, la sèrie de documentals de televisió Deadliest Catch de Discovery Channel ha estat centrat en pescadors que es basen a Dutch Harbor.

## Economia

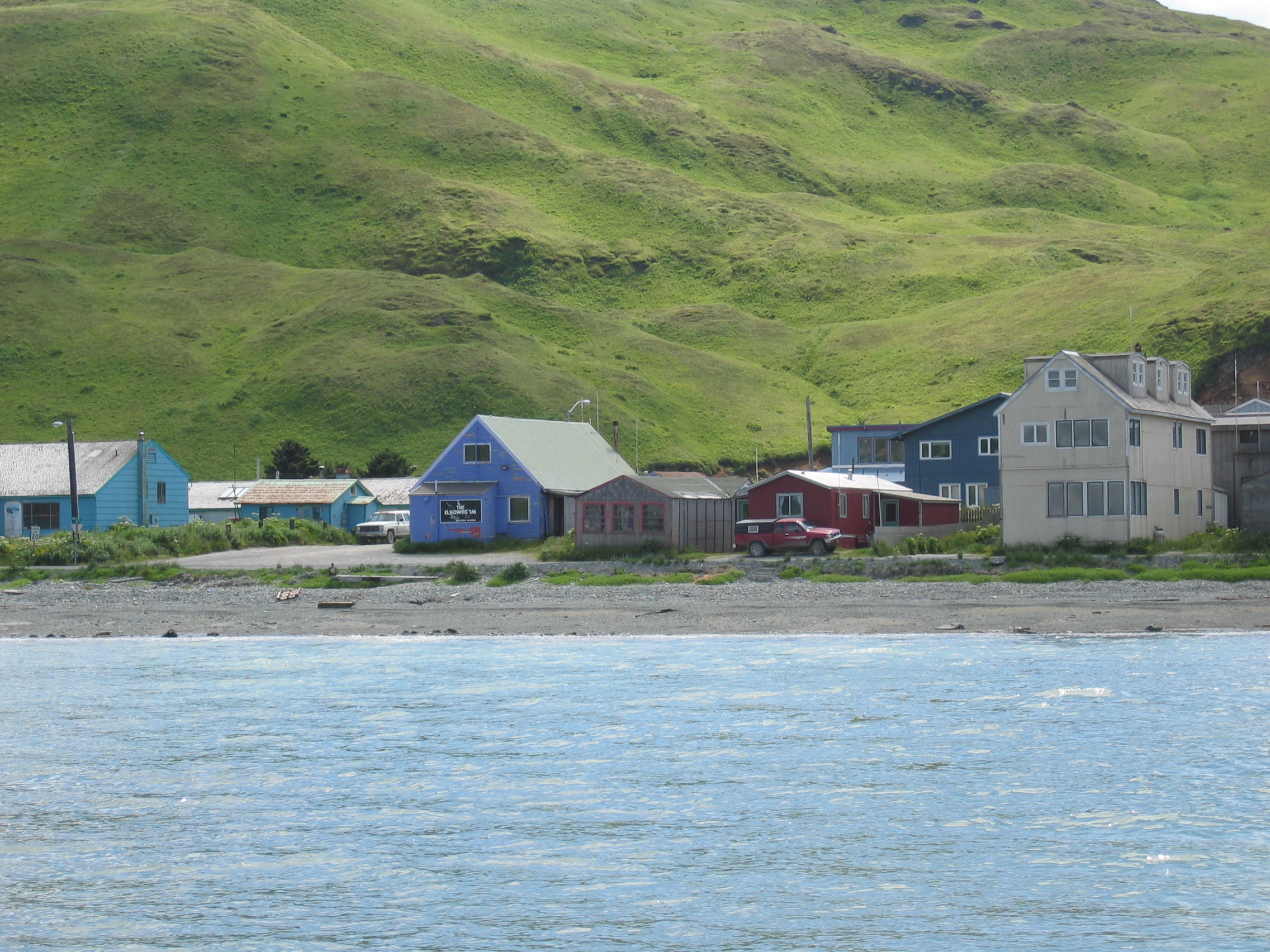
Cases de pescadors d'Unalaska

El port d'Unalaska/Dutch Harbor és el port principal i localitat base pels molts documentats litòtids del mar de Bering. La flota de pesca de crancs reals de Dutch Harbor apareix en la sèrie de televisió Deadliest Catch, un show de documentals a Discovery Channel. També apareixen en diversos episodis les facilitats de Dutch Harbor i el pub local.
Dutch Harbor ha estat a més un dels més grans ports de pesca dels Estats Units, en termes de volum de marisc pescat, durant cada any des del 1981. Fins al 2000 també era el primer port per valor monetari de la pesca; des del 2000 però, el port de New Bedford (Massachusetts) ha fet millor que Dutch Harbor en aquesta categoria.
Un projecte pilot a Unalaska/Dutch Harbor està produint agrodièsel d'oli de peix amb la indústria de processament de peix local en conjunció amb la Universitat d'Alaska Fairbanks. Rarament és econòmic de transportar marítimament l'oli de peix a fora d'Unalaska i illes properes i les comunitats d'Alaska són molt dependents en la generació d'energia amb dièsel. Les fàbriques locals processen 3,5 milions de tones d'oli de peix anualment.

## Transport
L'estat d'Alaska és propietari d'una pista d'aterratge pavimentada de dimensions 1.189 per 30 metres, on vols diaris són duts a terme. Degut a les condicions dures del clima als voltants de l'aeroport d'Unalaska, aproximadament un cinquè dels vols programats són cancel·lats. Una base d'hidroavions també és disponible. L'estat d'Alaska va canviar el nom de l'aeroport el 2002 a «Tom Madsen Airport» («aeroport de Tom Madsen»), després que un pilot es matés en un accident aquell any; tot i així la FAA segueix usant el nom original de l'aeroport.
El transbordador estatal opera un cop mensualment des de Kodiak des d'abril fins a octubre. De deu molls a Unalaska, tres són operats per la ciutat. Un moll de la Segona Guerra Mundial va ser reformat i restaurat i ara ofereix serveis de reparació de vaixells.
Hi ha aproximadament onze quilòmetres de carretera pavimentada, i 61 quilòmetres en total de carretera a Unalaska.

## Govern
Unalaska té un sistema de govern alcalde-consell. L'alcalde és votat pels habitants locals, i és alcalde per un terme de tres anys; els seus poders són majoritàriament cerimonials.
El consell local és l'òrgan legislatiu de la ciutat; és compost per sis membres, qui són votats per un vot directe de l'electorat de la ciutat. Els sis membres també serveixen un terme de tres anys. El consell local té com a missió «promulgar les lleis de la ciutat, establir els impostos a la propietat locals, aprovar el pressupost anual per la ciutat i apropiar fons per a proveir serveis de la ciutat».
Shirley Marquardt és l'alcaldessa actual; el seu terme expira l'octubre del 2013. L'alcalde que va ésser-ho més temps va ser Frank Kelty, qui va ser votat cinc termes consecutius.

## Educació
Unalaska és servit pel districte escolar de la ciutat d'Unalaska. L'escola primària ofereix des de parvulari fins a l'edat de nou anys i l'escola secundària ofereix des de l'edat de nou anys fins als disset o divuit.
El districte escolar d'Unalaska va ser votat com un dels cent millors districtes escolars dels Estats Units per Offspring Magazine, una publicació Forbes. Consistentment ha estat dels districtes escolars amb millors resultats acadèmics a Alaska i en els exàmens estatals. El 2006 va ser guardonat per l'Alaska Association of School Boards els premis de consell escolar destacat i millor superintendent de l'any.
Un 11% dels residents d'Unalaska majors de 24 anys tenen un títol de grau o grau acadèmic.
La Universitat d'Alaska Fairbanks a més té un campus a Unalaska, el campus «Aleutian Pribilof». Aquesta universitat forma part de la Xarxa d'Universitats Rurals d'Alaska i ofereix classe convencionals i classes a distància.

## Esglésies

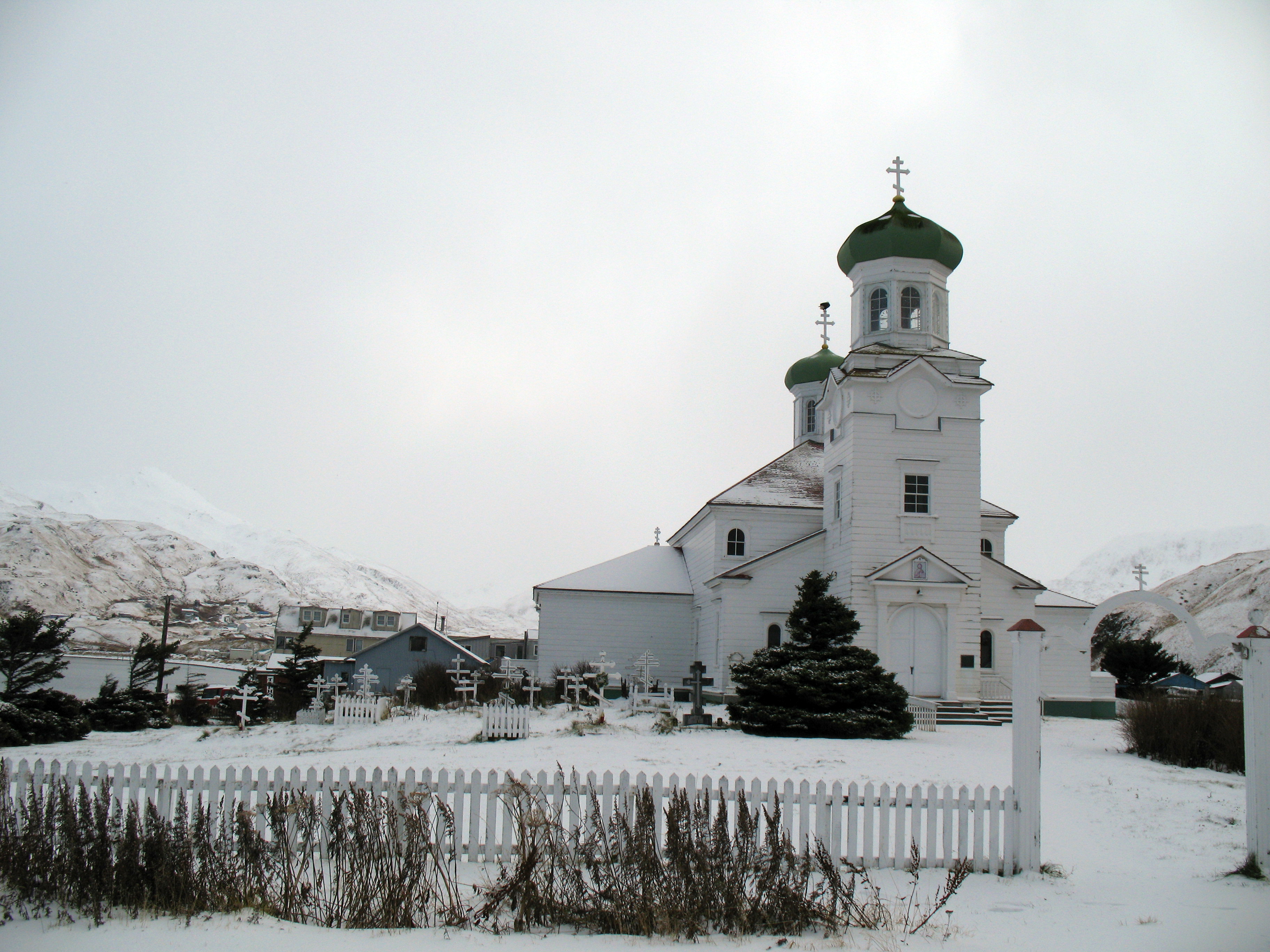
Església de la Santa Ascensió, església ortodoxa russa

- The Church of Jesus Christ of Latter-day Saints (Església de Jesucrist dels Sants dels Darrers Dies)[18]
- Església de la Santa Ascensió (Església Ortodoxa Russa)
- United Methodist Church of Unalaska (metodisme)
- Unalaska Christian Fellowship (protestantisme)
- Baha'i Faith (fe bahà'í)
- Saint Christopher-By-The-Sea Catholic Church (Església Catòlica Romana)[19]

## Ciutats agermanades
Unalaska està agermanat amb Petropàvlovsk-Kamtxatski (Rússia)